# 米提江占木错
米提江占木错（藏語：མི་རིག་རྒྱང་གྲམ་མཚོ，威利转写：mi rig rgyang gram mtsho，THL：Mirik Gyangdram Tso）也作赤布张错，位于中国青藏高原腹地，地跨西藏和青海两省，湖盆周围被祖尔肯乌拉山和唐古拉山环抱。原与西南部多尔索洞错相通，后湖泊退缩，两湖分离。湖面海拔4931米，面积476.8平方公里（其中属于青海省面积297.6平方公里）。湖区气候寒冷干燥，年均气温-6℃左右，年均降水量约200毫米。湖水主要靠冰川融水径流补给。集水区面积6137平方公里，补给系数11.9。

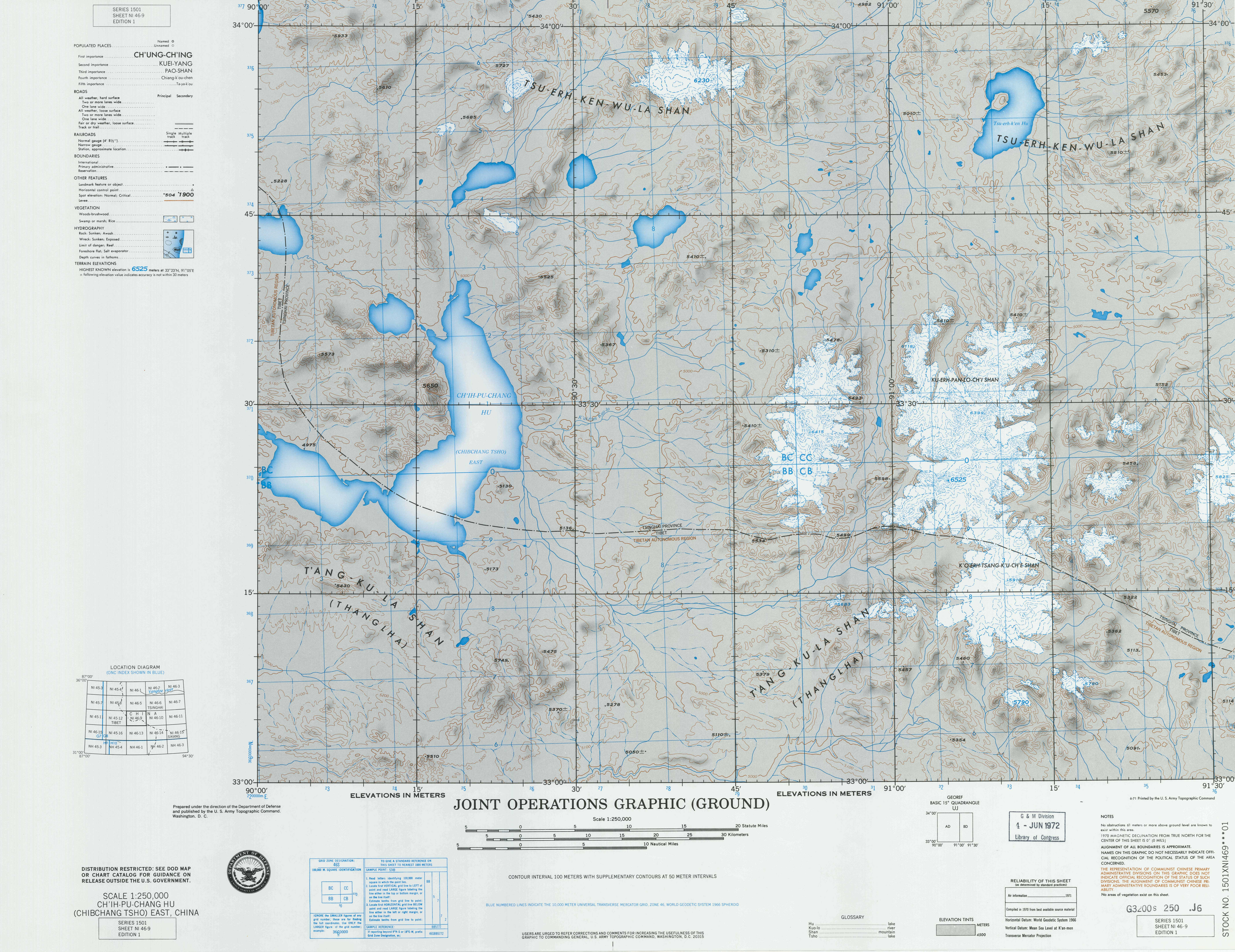
包括赤布張錯(CH'IH-PU-CHANG HU)的地圖(ATC, 1971年)